# Club Atlético Excursionistas
O Club Atlético Excursionistas, conhecido simplesmente como Excursionistas, é um clube de futebol, social e esportivo argentino, fundado em 1º de fevereiro de 1910. Sua sede está localizada em Belgrano, um bairro de Buenos Aires. Atualmente participa da Primera División C, a terceira divisão regionalizada do futebol argentino para as equipes diretamente afiliadas à Associação do Futebol Argentino (AFA), entidade máxima do futebol na Argentina. Seu estádio de futebol leva o nome oficial do clube, Excursionistas, e tem capacidade aproximada para 7.200 espectadores.